# Музей современного искусства (Пермь)
ГКБУК «Музей современного искусства „ПЕРММ“» (PERMM) — государственный музей современного искусства, основанный в Перми в 2009 году.

## История
Создан как продолжение и развитие выставки «Русское бедное», осуществлённой усилиями сенатора Сергея Гордеева, администрации Пермского края и московского галериста Марата Гельмана. По замыслу сенатора, музей должен был стать «мотором», который придаст новый импульс развитию города. Музею было передано специально отремонтированное к выставке здание Речного вокзала (архитектор Александр Гринберг, 1940). Использование старых вокзальных зданий в музейных целях — широко распространённая в Европе практика. Наиболее знаменитые бывшие вокзалы — Музей Орсе в Париже и музей современного искусства «Гамбургер Банхоф» в Берлине.
В марте 2009 года Гельман принял предложение занять пост директора музея. В июне 2013 года после череды скандалов Гельман был уволен с поста директора. В юридическом комментарии к решению об увольнении подчеркивается, что работодатель не обязан мотивировать решение об увольнении, Гельман основной причиной увольнения назвал цензуру.
Летом 2014 года в связи с необходимостью проведения реконструкции и ремонта здания Речного вокзала музей переехал в здание на бульваре Гагарина, 24. 1 сентября 2023 года музей завершил работу по этому адресу и переехал на улицу Крисанова, 4 в здание бывшего автосалона Mercedes-Benz и открылся в конце октября.
С 2019 по 2024 год музей возглавляла Наиля Аллахвердиева. В 2024 году исполняющим обязанности директора музея назначен заведующий отделом маркетинга и рекламы Станислав Павлов.

## Миссия музея
Миссия музея — создание нового культурного наследия, способного стать мировым достоянием; а также развитие того наследия, которое нынешние пермяки получили от предшественников. Точно так же, как деревянные боги, собранные Николаем Серебренниковым в начале XX века, коллекция Пермского музея современного искусства должна стать бесценным символическим капиталом Перми.
Сегодня PERMM — это не только музей современного искусства, но и интерактивная площадка для коллективных действий художников, зрителей, кураторов, политических деятелей, социологов, а также энергичный и популярный центр образовательных и творческих программ для посетителей любого возраста. Особый интерес аудитории вызывают занятия детского проекта «Чердак» (1,5—12 лет), образовательная программа для подростков «За П-Artой» (12—18 лет), курсы арт-медиации, лекции, воркшопы с известными художниками и искусствоведами для взрослых, проект «Музей без возраста» для старшей аудитории (55+), набирающие обороты инклюзивные программы и методические проекты. Экскурсоводы и музейные педагоги PERMM предлагают зрителям не только знакомиться с текущими выставками и узнавать об истории искусства XX и XXI веков, но и самим становиться художниками, пробовать себя в различных арт-практиках, создавать выставки и паблик-арт объекты, реализовывать собственные проекты, быть включенными в жизнь PERMM и напрямую влиять на музейную повестку.

## Реконструкция здания музея
В сентябре 2009 года был назван победитель архитектурного конкурса на проект реконструкции здания Речного вокзала. Им стало российское архитектурное бюро «Проект-Меганом». В жюри конкурса входили губернатор Пермского края Олег Чиркунов, Член Совета Федерации от Пермского края Сергей Гордеев, министр культуры Прикамья Борис Мильграм, директор музея современного искусства Марат Гельман, руководитель Пермского театра оперы и балета Георгий Исаакян, доктор филологических наук, профессор Владимир Абашев и руководитель компании КСАР, разработавшей генплан Перми, Кейс Кристиаанс.

## Критика
Среди населения Пермского края наибольшее количество вопросов вызывает расходование денежных средств, вкладываемых в музей из различных источников, в первую очередь, из бюджета региона. В 2011 году для оценки достоверности бухгалтерской отчетности, сопоставления направления деятельности и использования имущества музея с её уставными целями и задачами, а также оценки целевого использования средств, поступивших в музей из различных источников, была инициирована аудиторская проверка. Её итоги остаются неизвестными по настоящее время.
Критике подвергается и чрезмерное влияние музея на деятельность всех сфер жизни Перми. Так, например, в связи с проведением фестиваля «Белые ночи» с 1 по 26 июня 2011 года были изменены сроки ремонта дорожного полотна на объектах, находящихся в местах проведения фестивальных мероприятий. При этом заинтересованные в проведении фестиваля чиновники заявляют, что «в Перми назрела необходимость создавать более комфортные условия и для других полноправных участников дорожного движения — пешеходов, все-таки город — для людей, а не для машин».